# Jacqueline du Pré
Jacqueline Mary du Pré (Oxford, 26 de enero de 1945-Londres, 19 de octubre de 1987) fue una violonchelista británica. 
Tuvo que retirarse en 1973, a la edad de 28 años, debido a la esclerosis múltiple que produjo su deceso en 1987, cuando solo contaba 42 años. Fue condecorada como oficial de la Orden del Imperio Británico en 1976 y su interpretación del Concierto para violonchelo de Edward Elgar es considerada por la crítica como referencial. Fue la esposa y compañera musical del pianista y director Daniel Barenboim.

## Biografía
Jacqueline Mary du Pré nació en Oxford, Inglaterra, el 26 de enero de 1945.
Nació en una familia culta en la que era la mediana de los tres hijos del matrimonio. Su hermana es Hilary du Pré y su hermano Piers du Pré. Su madre se llamaba Iris du Pré.
Cuando Jacqueline tenía cuatro años quedó muy impresionada al escuchar en la radio un chelo. A partir de ese instante, su mayor placer era escuchar el sonido de este curioso instrumento musical. La madre de Jacqueline supo apreciar el don musical que tenía su hija, y comenzó de inmediato a darle lecciones de música.
Dos años más tarde, Jacqueline du Pré empezó a recibir lecciones en la  "Guildhall School of Music and Drama" de Londres, una escuela de música y artes dramáticas . Su profesor fue William Pleeth.
Su hermana Hilary tocaba la flauta traversa, y ambas competían encantadas de escucharse.
Cuando tenía diez años, en 1955, Jacqueline du Pré ganó un premio en un concurso internacional.
Dos años más tarde, la calidad de sus interpretaciones con el chelo era tan notable, que realizó su primer concierto en la BBC de Londres. Tenía solamente 12 años.
En 1960, Jacqueline du Pré ganó la medalla de oro de su escuela de música, la "Guildhall School of Music and Drama" y el premio de la Reina, otorgado a músicos británicos.
Después de sus estudios en Londres, siguió perfeccionándose con el maestro Paul Tortelier en París, con el gran Rostropóvich en Rusia y, nada menos, que con Pau Casals en Suiza.
Durante toda su carrera, Du Pré tocó junto con orquestas y solistas prestigiosos. Se ha destacado su interpretación del concierto para chelo de Elgar junto a la Orquesta Sinfónica de Londres bajo la dirección de John Barbirolli en 1965. Para esta interpretación usó un Stradivarius denominado Davidov de 1712 que le fue ofrecido por su madrina y admiradora Ismena Holland.
Su amistad con los músicos Itzhak Perlman, Zubin Mehta y Pinchas Zukerman y su matrimonio con Daniel Barenboim inspiraron un filme de Christopher Nupen. Los cinco se denominaban a ellos mismos como la mafia musical judía. 
En la Navidad de 1966, Jaqueline conoció al pianista argentino Daniel Barenboim; un año después, en 1967, se casaron. Jacqueline se convirtió al judaísmo para casarse. Su matrimonio fue una de las relaciones más fructíferas de la historia musical, comparándose ciertamente con la de Clara y Robert Schumann. Esto se puede constatar en los numerosos conciertos que dio con Barenboim al piano o en la dirección orquestal.
Cuatro años más tarde, en 1971, las capacidades de interpretación de Jacqueline se mermaron irreversiblemente cuando la artista empezó a perder la sensibilidad y movilidad de sus dedos, debiendo detener abruptamente su carrera, afectada por la esclerosis múltiple. 
En el transcurso de los últimos años de la vida de Jacqueline, Daniel Barenboim se instaló en París con la pianista Elena Bashkirova. Su enfermedad la conduciría finalmente a la muerte en Londres el 19 de octubre de 1987, a la edad de 42 años. Daniel Barenboim estuvo a su lado cuando murió. Al año de su fallecimiento, en 1988, Barenboim se casó con Elena, con la que ya había tenido dos hijos, David (1983) y Michael (1985).
Su violonchelo, un Stradivarius Davidov 1712, fue adquirido por poco más de un millón de libras por la Fundación Vuitton, que lo dejó en préstamo al chelista Yo-Yo Ma.

## Biografía y película
Su hermana Hilary du Pré y su hermano Piers escribieron la obra Un genio en la familia, en la cual se basó el director de cine Anand Tucker para realizar el filme Hilary y Jackie (1998), protagonizado respectivamente por las actrices Rachel Griffiths y Emily Watson.

## Discografía
Preferiblemente deben tenerse en cuenta las interpretaciones anteriores a 1971, debido al hecho de que las dificultades presentadas por su enfermedad son audibles en las interpretaciones posteriores
- Antonín Dvořák: Concierto para chelo, Orquesta Sinfónica de la Radio Sueca, dirección de Sergiu Celibidache. Concierto público, 26 de noviembre de 1967, Estocolmo.
- Edward Elgar: Concierto para chelo, Orquesta Sinfónica de Londres, dirección de Sir John Barbirolli, grabado en 1965.
- Johannes Brahms: Sonatas para chelo y piano 1 y 2, con Daniel Barenboim (piano).
- Beethoven: Sonatas para chelo y piano 3 y 5, con Stephen Kovacevich.

## Premios
Du Pré recibió varios reconocimientos de academias de música así como el grado de doctor honoris causa de varias universidades. En 1960 ganó la medalla de oro de la Guildhall School of Music de Londres y el premio Queen's Prize for British musicians. 